# Vetulonia paucivaricosa
Vetulonia paucivaricosa là một loài ốc biển, là động vật thân mềm chân bụng sống ở biển in the siêu họ Neomphaloidea.